# Кайор
Кайор або Кадіор (1549—1886) — держава на Заході Африки, що утворилася внаслідок занепаду імперії Волоф. Тривалий час боролася за гегемонії в регіоні. З часом вступила у боротьбу з еміратом Трарза, а потім французькими колонізаторами. 1886 року внаслідок поразки приєднано до Франції.

## Історія
Спочатку існувала як протодержава, що утворилося внаслідок об'єднання груп сільських громад. Місцеві мешканці називали її Адйор (Адіор). Можливо назва походить від волофського словосполучення «гай (ай)-і-дйор», що перекладається як ті, що піску.
1360 року увійшла до складу імперії Волоф. Втім тут залишилася при владі місцева династія. З XV ст. встановлюються торговельні контакти з королівством Португалія.
З часом ламане (правителі) Кайору дедалі більше невдоволені зверхністю буурба (імператорів) Волоф. Зрештою 1549 року Кайор відкрито виступає проти центральної влади. У битві біля Данкі кайорські війська здобули перемогу. Ламане Кайору Детіє Фу Ндіогу Фалл приймає титул дамель (той, що звільнився). Невдовзі підпорядковує собі державу Баол, що також відкололася від імперії Волоф.
1686 року від ослабленої держави відпала область Баол. Також відновилися військові дії з державою Волоф, правителі якої намагалися відновити колишню імперію. 1697 року до влади приходить представник гілки Гедж Лат Сукабе Нгоне.
У 2-ій половині XVIII століття починаються запеклі війни з еміратом Трарза, які тривали до початку XIX ст. Загалом вдалося відбити усі наступи.
У 1794 році проти Кайора виступив Абдул-Кадір Кане, імам Фута Торо, якого підтримали мусульмани провінції Ндіамбур. Проте військо Кайору завдало нищівної поразки ворогові, внаслідок чого Фута Торо вже більше не намагалася воювати з Кайором.
1812 року внаслідок жорстокої політики дамелів Кайору повстав народу лебу на Зеленому мису, де утворив самостійну державу на кшталт республіки.
1857 році французи зуміли створити факторію Дакар на зеленому мисі, до початку 1860-х років підкоривши Республіки лебу. Цим було створено загрозу для Кайору. Водночас посилилася загроза з боку берберів на чолі із марабутами. Лише 1865 року останнім було завдано нищівної поразки.
1868 року починається війна з Францією, в якій Кайор зазнав поразки й мусив визнати владу французів. Проте вже 1871 року було відновлено незалежність. 1879 року внаслідок нової війни Кайор вдруге зазнав поразки від Франції. 1881 року Кайором разом з сусідами було утворено антифранцузьку коаліцію. Але вже 1886 року військо Кайору було переможено, Франція встановила над ним протекторат. Того ж року Самба Лаобе Фалла, дамеля Кайору, було повалено, а територію держави приєднано до Французької Західної Африки.

## Територія і населення
Охоплювала територію сучасного західного Сенегалу. Простягався на 200 км з південного заходу на північний схід і включав кілька областей: Гандіол і Дьямбур на півночі, Гет — на сході й Дьяндер — на південному заході, з півострівом Зеленого Мису.
Тут мешкали народи волоф, серер, фульбе, мандінка, лебу, араби і бербери.

## Устрій
Являв собою виборну монархію з числа представників династії Фалл (складалася з гілок Мадіор і Гуедж). Його обирала група виборщиків з представників вищої знаті у кількості 7 осіб. Жінка не мала права ставати дамелем. разом з тим при обранні дамеля перевагу отримував представник за жіночою лінією.
Смерть дамеля трималася в таємниці щонайменше 8 днів. Цей час витрачається на поховання померлого якомога таємніше. Бо якби гілка династії, яка більше не царює, могла отримати кістку від померлого, і головним чином лопатку, вона мала б можливість відновитися на троні.
Монарху допомагала рада знаті на чолі із д'єврін мбулом. Один раз на рік дамель робив виступ перед радою. На чолі адміністрації стояв бер-джак (на кшталт прем'р-міністра). Дамелю в утриманні порядку допомагали тідо, частина з яких виконувала роль гвардії, інші поліцейські функції. Ламани (місцеві правителі) повинні були особисто 1 раз на рік прибувати до столиці з податками або даниною.
Нижче правлячої династії розташовувалися гармі (знать). Потім йшлаи ґіри (шляхта). Потім йшли простолюдини, що поділялися на касти, значною з яких були торгівлі і селяни (бадоло). Нижчі усіх стояли раби.

## Військо
Існувала регулярна, професійна армія. Вояки Кайору відзначалися надзвичайною жорстокістю під час й після битви.

## Економіка
Основу становили землеробство, рибальство і посередницька торгівля. Значний було вилов річної та океанічної риби, а також добування піску. Торгівля особлива набула ваги завдяки зв'язкам з колоністами з Франції та Португалії — на острові Ґоре і Сен-Луї та Рюфіск (на Зеленому мисі) відповідно. Ці торговельні факторії платили мита в державну скарбницю.